# 끄라비 FC
끄라비 FC(태국어: สโมสรฟุตบอลจังหวัดกระบี่)는 끄라비주에 연고를 둔 태국의 프로 축구 클럽이다. 클럽은 현재 타이 리그 3에 소속되어 있다.

## 선수 명단

### 현역
- 크리스토퍼 레예스(2024 ~ )